# Zango Kataf
Zango Kataf is een lokaal bestuursgebied (Local Government Area of LGA), in de Nigeriaanse staat  Kaduna. Het bestuur zetelt in de stad Zonkwa. De postcode van dit gebied is 802.

De bevolking bestaat vooral uit Baiju, Atjap en  Hausa, samen met andere stammen.

## Aangrenzende lokale bestuursgebieden
| Aangrenzende LGA's | Aangrenzende LGA's | Aangrenzende LGA's | Aangrenzende LGA's | Aangrenzende LGA's |
| ------------------ | ------------------ | ------------------ | ------------------ | ------------------ |
|                    |                    | Kajuru             |                    | Kauru              |
|                    |                    |                    |                    |                    |
| Kacchia            |                    |                    |                    |                    |
|                    |                    |                    |                    |                    |
| Jaba               |                    | Jema'a             |                    | Kaura              |